# André Boulanger
Pour les articles homonymes, voir Boulanger (homonymie).
André Boulanger, né à Chéroy (Yonne) le 20 juillet 1886 et mort à Montgeron (Seine-et-Oise) le 9 septembre 1958, est un latiniste français qui partagea son activité entre l'archéologie, l'édition et la traduction de textes latins et le professorat.

## Biographie
André Jules Charles Boulanger est né à Chéroy, dans l'Yonne, le 20 juillet 1886, fils d'Isidore Pierre, greffier à la justice de paix, et Virginie Honorine Sciard,. Il fait ses études secondaires au lycée de Sens.
Élève de l'École normale supérieure de 1906 à 1911, reçu deuxième à l'agrégation de grammaire en 1911, membre de l'École française d'Athènes de 1912 à 1919 (avec l'interruption de la guerre), André Boulanger fut d'abord chargé d'une mission en Tunisie (1912), à Carthage, où il s'intéressa à l'art punique, puis en Anatolie (1913), où il travailla sur plusieurs sites. En 1914, il est à Athènes lors du déclenchement de la Première Guerre mondiale : il est mobilisé comme fantassin puis prend part à l'expédition des Dardanelles.
Rendu à la vie civile, il prépare sa thèse en Sorbonne : Ælius Aristide et la sophistique dans la province d'Asie au IIe siècle de notre ère. Il la soutient en 1922 et c'est dans cette thèse qu'il crée le néologisme « évergétisme », repris depuis par plusieurs historiens pour désigner la générosité intéressée de certains notables de l'époque hellénistique.
André Boulanger fut professeur de langue et de littérature latines à Fribourg (1919-1923), Bordeaux (1924-1928), Strasbourg (1928-1936), puis à la Sorbonne, à partir de 1936 où il fut d'abord maître de conférences, professeur sans chaire au 1er janvier 1937 puis professeur à titre personnel le 1er novembre 1937. Il fut admis à la retraite le 1er mai 1954 mais resta professeur honoraire à la Sorbonne jusqu'au 4 novembre 1954.
André Boulanger s'est également intéressé à l'histoire religieuse de la Grèce antique : il est l'auteur de plusieurs ouvrages qui font toujours référence sur le sujet. Comme latiniste, son œuvre la plus notable a été la traduction de plusieurs discours de Cicéron dans la collection des universités de France, aux Belles Lettres.
André Boulanger est inhumé dans le cimetière de sa commune natale de Chéroy.

## Principales publications

### Auteur
- André Boulanger, Le musée Lavigerie, Paris, E. Leroux, 1914.
- André Boulanger, Aelius Aristide et la sophistique dans la province d'Asie au IIe siècle de notre ère, Paris, E. De Boccard, 1923.
- André Boulanger, Orphée : rapports de l'orphisme et du christianisme, Paris, F. Rieder, 1925.
- Louis Gernet et André Boulanger, Le génie grec dans la religion, Paris, La Renaissance du livre, 1932.

### Éditeur
- Jacques Peletier du Mans, L'art poétique (éd. André Boulanger), Paris, Les Belles Lettres, 1930.

Prix Saintour de l’Académie française en 1931
- Tertullien, De Spectaculis, Paris, les Belles Lettres , 1933

### Traducteur
- Cicéron, Discours (trad. André Boulanger), Paris, Les Belles Lettres, 1929 (t. 7), 1932 (t. 9), 1938 (t. 12), 1943 (t. 11), 1949 (t. 17), 1959 (t. 19), 1962 (t. 11).

## Distinctions

### Décoration
- Chevalier de la Légion d'honneur en 1932.

### Récompenses
- Lauréat de l'Académie des inscriptions et belles-lettres en 1923 et 1932[1].
- Lauréat de l'Académie française en 1933[1].